# Festival Internacional de Cine de Venecia de 1934
La 2ª Mostra de Venecia tuvo lugar entre los días 1 y 20 del mes de agosto de 1934. Por primera vez se otorgó el premio Mussolini, con dos variantes, a la mejor Película Extranjera y a la mejor Película Italiana.

## Películas

### Sección oficial
Las películas siguientes se presentaron en la sección oficial:
| Título en español                    | Título original              | Director(es)                    | País           |
| ------------------------------------ | ---------------------------- | ------------------------------- | -------------- |
| A la luz del candelabro              | By Candlelight               | James Whale                     | EE. UU.        |
| Aguas muertas                        | Dood water                   | Gerard Rutten                   | Reino Unido    |
| Al llegar la primavera               | Blossom Time                 | Paul L. Stein                   | Reino Unido    |
| Los alegres muchachos                | Going Hollywood              | Raoul Walsh                     | EE. UU.        |
| Amores en Hollywood                  | Vesyolye rebyata             | Grigori Aleksandrov             | URSS           |
| Billy, dos veces hijo                | Broken Dreams                | Robert G. Vignola               | EE. UU.        |
| Il canale degli angeli               | Il canale degli angeli       | Francesco Pasinetti             | Italia         |
| La comedia de la vida                | Twentieth Century            | Howard Hawks                    | EE. UU.        |
| El correo de la emperatriz           | Teresa Confalonieri          | Guido Brignone                  | Italia         |
| Mujercitas / Las cuatro hermanitas   | Little Women                 | George Cukor                    | EE. UU.        |
| Desfile de primavera                 | Frühjahrsparade              | Géza von Bolváry                | Hungría        |
| En stilla flirt                      | En stilla flirt              | Gustaf Molander                 | Suecia         |
| Éxtasis                              | Ekstase                      | Gustav Machatý                  | Checoslovaquia |
| Fugitivos                            | Flüchtlinge                  | Gustav Ucicky                   | Alemania       |
| La tormenta                          | Groza                        | Vladimir Petrov                 | URSS           |
| El hombre invisible                  | The Invisible Man            | James Whale                     | Reino Unido    |
| Hombres de Arán: hombres y monstruos | Man of Aran                  | Robert J. Flaherty              | Reino Unido    |
| Jeunesse                             | Jeunesse                     | Georges Lacombe                 | Francia        |
| Leblebici horhor aga                 | Leblebici horhor aga         | Muhsin Ertugrul                 | Turquía        |
| La locura del trópico                | Amok                         | Fyodor Otsep                    | Francia        |
| Malaca                               | Beyond Bengal                | Harry Schenck                   | EE. UU.        |
| Maskerade                            | Maskerade                    | Willi Forst                     | Austria        |
| La muerte de vacaciones              | Death Takes a Holiday        | Mitchell Leisen                 | EE. UU.        |
| La mujer de todos                    | La signora di tutti          | Max Ophüls                      | Italia         |
| Palos brudefærd                      | Palos brudefærd              | Friedrich Dalsheim              | Dinamarca      |
| Le paquebot Tenacity                 | Le paquebot Tenacity         | Julien Duvivier                 | Francia        |
| Paz en la Tierra                     | The World Moves On           | John Ford                       | Reino Unido    |
| Peterburgskaya noch                  | Peterburgskaya noch          | Grigoriy Roshal y Vera Stroyeva | URSS           |
| La reina Cristina de Suecia          | Queen Christina              | Rouben Mamoulian                | EE. UU.        |
| Reka                                 | Reka                         | Josef Rovenský                  | Checoslovaquia |
| Se ha fugado un preso                | Se ha fugado un preso        | Benito Perojo                   | España         |
| Seconda B                            | Seconda B                    | Goffredo Alessandrini           | Italia         |
| Seeta                                | Seeta                        | Debaki Bose                     | India          |
| La segunda juventud                  | Reifende Jugend              | Carl Froelich                   | Alemania       |
| El signo de la muerte                | Le grand jeu                 | Jacques Feyder                  | Francia        |
| Stadio                               | Stadio                       | Carlo Campogalliani             | Italia         |
| Sucedió una noche                    | It Happened One Night        | Frank Capra                     | EE. UU.        |
| Titanes del Polo                     | Chelyuskin                   | Yakov Poselsky                  | URSS           |
| La vida privada de Don Juan          | The Private Life of Don Juan | Alexander Korda                 | Reino Unido    |
| Viva Villa!                          | Viva Villa!                  | Jack Conway                     | EE. UU.        |
| White Heat                           | White Heat                   | Lois Weber                      | EE. UU.        |
| Wonder Bar                           | Wonder Bar                   | Lloyd Bacon                     | EE. UU.        |
| Zem spieva                           | Zem spieva                   | Karel Plicka                    | Checoslovaquia |

## Premios
- Mejor Película Extranjera: Hombres de Arán: hombres y monstruos de Robert J. Flaherty
- Mejor Película italiana: El correo de la emperatriz de Guido Brignone
- Medalla de Oro: Stadio de Carlo Campogalliani
- Mejor Actor: Wallace Beery por Viva Villa!
- Mejor Actriz: Katharine Hepburn por Las cuatro hermanitas
- Mejor película de animación: Walt Disney por Los conejitos
- Mención especial:
  - La muerte de vacaciones de Mitchell Leisen
  - El Hombre Invisible por James Whale
  - Paz en la Tierra de John Ford
  - Viva Villa! de Jack Conway
- Mejor cortometraje: Voulez-vous être un assassin? de Marcel De Hubsch
- Mejor fotografía: Andor von Barsy por Aguas muertas
- Premio especial: Seconda B por Goffredo Alessandrini
- Diploma Honorario:
  - En stilla flirt de Gustaf Molander
  - Leblebici horhor aga de Muhsin Ertugrul
  - Nippon Nippon de Katsudo Shashin
  - Se ha fugado un preso de Benito Perojo
  - Seeta de Debaki Bose